# 分散型人工知能研究所
分散型人工知能研究所 (DAIR, Distributed Artificial Intelligence Research Institute)とは、2021年12月2日にティムニット・ゲブルが設立した独立研究機関である。分散型AI研究所とも表記される。

## 沿革

### 前史

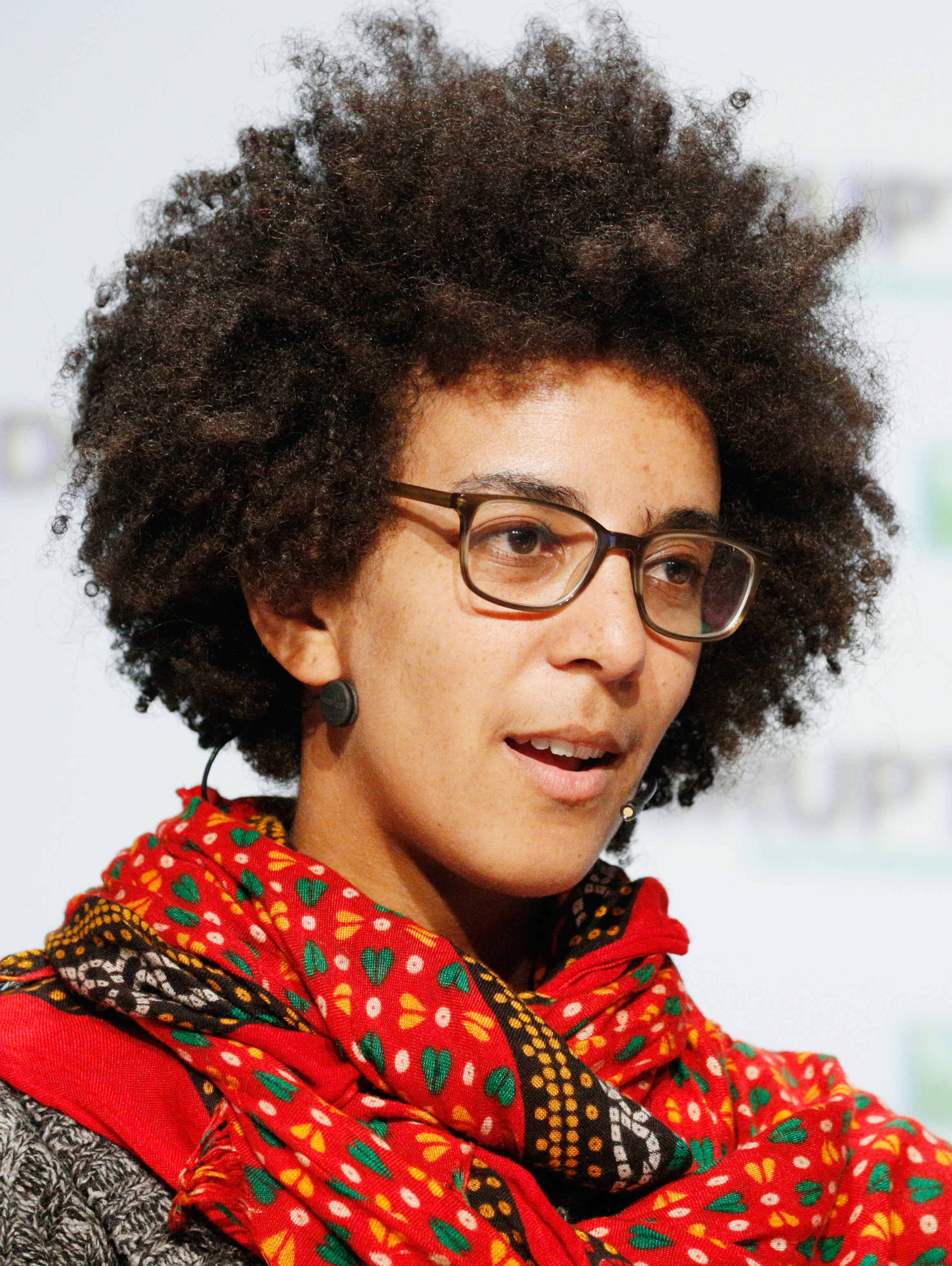
ティムニット・ゲブル (2018年)

2020年12月2日、グーグルのAI倫理チームの代表であったゲブルは、同社から解雇された。原因は、ゲブルが同僚と共同執筆した論文だったとされる。なお、この論文で分析されていたのは「グーグルを含むテック企業が積極的に導入していた新たなテキスト処理技術にて、大量のテキストデータに含まれる人種差別、性差別の罵倒的な表現がAIに入力されれば、倫理上どのようなリスクが生じるか」である。
本論文がグーグルの内部審査を通過しなかったことを受けて、ゲブルは同僚たちのメーリングリストに「多様性や対話の欠如」と投稿。これを受けてグーグルは「職務規定に反する」としてゲブルを解雇した。なお、グーグルはゲブルが「辞職」したのであって、解雇したわけではないと発表した。

### 設立
2021年12月2日、ゲブルは分散型人工知能研究所を設立し、エグゼクティヴディレクターを務める。なお、「分散型」の意味については「白人、欧米人、男性に偏る既存のAI研究とは一線を画し、有色人種や女性、途上国などから人材を採用し、よりインクルーシブ（包摂的）な研究体制を目指すものだ。資金的にも独立し、AI研究におけるビッグ・テックの影響力に抗う」とされる。
DAIRは、ほかの組織では開発されないようなAIの利用方法を示すことに取り組むとゲブルは説明し、アパルトヘイトの影響がいまなお土地利用に根強く残っているかを調査するために、南アフリカの航空写真の公開データセットを作成した。
なお、DAIRは、フォード財団、マッカーサー基金、Kapor Center、オープン・ソサエティ財団から、370万ドルの資金を調達したと報じられている。